# Ioan Sabo
Ioan Sabo, scris uneori Szabó, (n. 16 august 1836, Istrău, Imperiul Austriac – d. 1 mai 1911, Gherla, Cluj, Austro-Ungaria) a fost al patrulea episcop al Eparhiei de Gherla.  Mihail Pavel l-a hirotonit episcop în data de 3 august 1879 în Catedrala Sfântul Nicolae din Oradea, Eparhia Gherlei neavând la momentul respectiv o catedrală reprezentativă.
În anul 1904 episcopul Ioan Sabo a obținut de la Ministerul Cultelor de la Budapesta, suma de 80.000 de coroane de aur, bani necesari pentru realizarea Catedralei din Gherla. Zidirea bisericii s-a încheiat în data de 4 decembrie 1906. Sfințirea acesteia fost făcută de episcopul Ioan Sabo în ziua de 24 noiembrie 1907.
Episcopul Sabo este și ctitorul Bisericii vicariale „Sf. Nicolae” din Năsăud, cunoscută și sub numele de „biserica grănicerilor”, sfințită în anul 1884. 
Episcopul Sabo a fost înmormântat în cripta Catedralei greco-catolice din Gherla, ctitoria sa.